# Lorena Rodríguez
Pour les articles homonymes, voir Rodríguez.
Lorena Rodríguez est une joueuse internationale argentine de rink hockey née le 13 juin 1985.

## Palmarès
En 2016, elle participe au championnat du monde.